# Макрути
Макрути (пол. Makruty, нім. Makrauten) — село в Польщі, у гміні Ольштинек Ольштинського повіту Вармінсько-Мазурського воєводства.
Населення — 44 особи (2011).

## Демографія
Демографічна структура станом на 31 березня 2011 року:
|          | Загалом | Допрацездатний вік | Працездатний вік | Постпрацездатний вік |
| -------- | ------- | ------------------ | ---------------- | -------------------- |
| Чоловіки | 24      | 3                  | 20               | 1                    |
| Жінки    | 20      | 5                  | 10               | 5                    |
| Разом    | 44      | 8                  | 30               | 6                    |